# Doug Watkins
Doug Watkins (2. března 1934 Detroit – 5. února 1962 Holbrook) byl americký jazzový kontrabasista. V roce 1953 hrál se saxofonistou Jamesem Moodym a o rok později se usadil v New Yorku. V roce 1954 byl členem první sestavy skupiny Jazz Messengers bubeníka Arta Blakeyho. Během své kariéry nahrál několik alb jako leader a spolupracoval s dalšími hudebníky, mezi které patří Yusef Lateef, Horace Silver, Gene Ammons, Donald Byrd, Sonny Rollins, Hank Mobley, Kenny Burrell nebo Red Garland. Zemřel při autonehodě ve svých sedmadvaceti letech.